# Коробовка (Липецкая область)
Коробо́вка — село Грязинского района Липецкой области. Административный центр Коробовского сельсовета. Расположено на правом берегу реки Байгоры.

## История
Коробовка возникла в середине XVIII века. Название — вероятно, по фамилии первого поселенца (Коробов или Коробкин). В 1782 году имела 15 дворов крестьян-однодворцев, в 1862 году здесь было 659 жителей, в 1880 году — 1040, в 1895 году — 1300, в 1914 году — 2171. Относилась к Княже-Байгорской волости Усманского уезда Тамбовской губернии. В 1914 году в Коробовке были земская и церковно-приходская школы. В 1915 году князь Б. Л. Вяземский отстроил в Коробовке новую большую школу.
В двух километрах от села Коробовки князь Леонид Вяземский выстроил усадьбу Лотарево. В прошлом крепостными Вяземских были жители Демшинки, Дебрей, Салтычков, Никольского и нескольких хуторов Добринского района.

## Церковь Дмитрия Солунского

Церковь

В 1884 году в Коробовке Л.Д.Вяземский построил шатровую каменную церковь святого великомученика Димитрия Солунского (архитектор — М. Е. Месмахер). Она расположилась недалеко от святого источника. Под алтарём храма устроен придел Святой Лидии с фамильным склепом князей Вяземских. В 1938 году храм закрыли и частично разрушили. С 2001 года Дмитриевская церковь начала возрождаться. Сегодня церковь Димитрия Солунского и здание больницы имеют статус .

## Население
| 1862 | 1880  | 1895  | 1914  | 2009 | 2010 | 2013 |
| ---- | ----- | ----- | ----- | ---- | ---- | ---- |
| 659  | ↗1040 | ↗1300 | ↗2171 | ↘457 | ↘445 | ↗451 |